# Cartucho de videojuegos de Nintendo
Una tarjeta o cartucho de juego de Nintendo (con marca registrada Game Card) es un formato de cartucho que se utiliza para distribuir físicamente videojuegos para ciertas videoconsolas de Nintendo. Las tarjetas de juego se parecen a las versiones más pequeñas y delgadas de los cartuchos de juego u otras como la HuCard para las anteriores consolas portátiles lanzadas por Nintendo, como la Game Boy y la Game Boy Advance. Los chips de ROM con máscara son fabricados por Macronix y tienen una velocidad de acceso de 150 ns.
El listado completo de consolas compatibles con los respectivos cartuchos de sus respectivas familias es el siguiente: Nintendo DS, Nintendo DS Lite, Nintendo DSi, Nintendo DSi XL, Nintendo 3DS, Nintendo 3DS XL, Nintendo 2DS, New Nintendo 3DS, New Nintendo 3DS XL, New Nintendo 2DS XL, Nintendo Switch, Nintendo Switch Lite, Nintendo Switch OLED y Nintendo Switch 2.

## Nintendo DS

### Nintendo DS Game Card

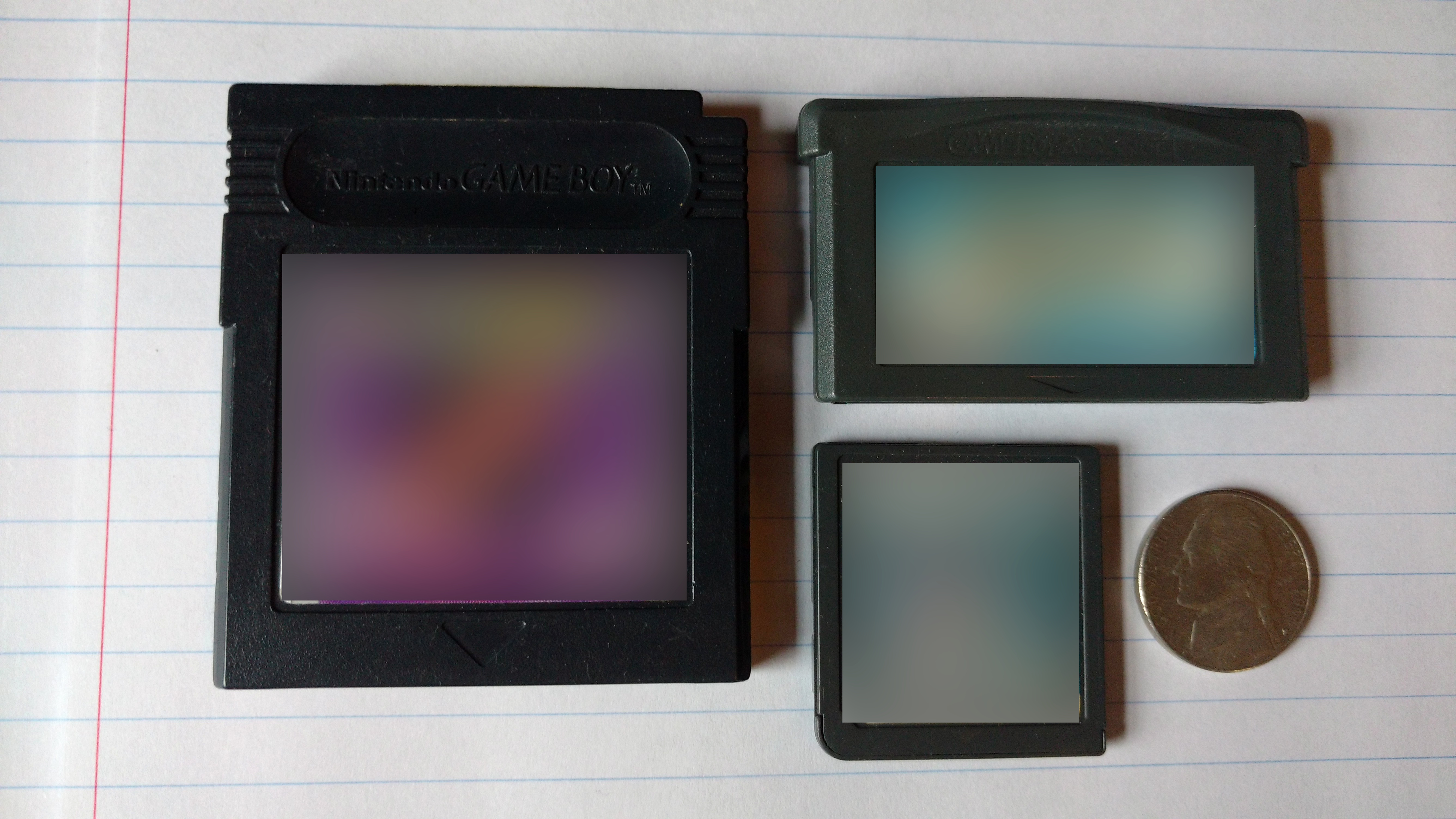
En el sentido de las agujas del reloj desde la izquierda: un cartucho Game Boy Color Game Pak, un cartucho Game Boy Advance Game Pak y una tarjeta de juego Nintendo DS. En el extremo derecho se muestra una moneda de cinco centavos estadounidense para la escala.

Las tarjetas para Nintendo DS poseen entre 64 megabits y 4 gigabits (8–512 MB) de capacidad Las tarjetas contienen una memoria flash integrada para los datos del juego y una EEPROM para guardar los datos del usuario, como el progreso del juego. Sin embargo, hay una pequeña cantidad de juegos que no tienen sistema de guardado, como en el caso de Electroplankton. 
Según un artículo del IGN del desarrollador de MechAssault: Phantom War, las tarjetas con mayor capacidad (como las de 128 MB) tienen una tasa de transferencia de datos un 25% más lenta que las tarjetas más comunes de menor capacidad (como las de 64 MB); sin embargo, no se mencionó su tasa base específica.Son compatibles en las consolas Nintendo DS, Nintendo DSi y la familia Nintendo 3DS. 

### Nintendo DSi Game Card
El lanzamiento de Nintendo DSi tuvo lugar en 2008. La consola ofrecía varias mejoras de hardware y funciones adicionales respecto a las anteriores generaciones de la Nintendo DS, como la inclusión de cámaras. Aunque muchos de los títulos de Nintendo DS que se lanzaron posteriormente incluían funciones que mejoraban la jugabilidad cuando se jugaba en la consola Nintendo DSi, la mayoría de estos juegos conservaron la compatibilidad con las generaciones originales de la DS sin las funciones mejoradas. Sin embargo, se lanzaron algunos títulos de venta al público que funcionaban exclusivamente para las consolas Nintendo DSi por razones como la necesidad de incluir funciones de cámara, y estos títulos tienen tarjetas de juego con carcasas de color blanco (todos los juegos exclusivos para la DSi son de región cerrada). Un ejemplo de este tipo de tarjetas es Picture Perfect Hair Salon. Aunque los cartuchos blancos se pueden insertar físicamente en las consolas Nintendo DS originales, su software no es compatible debido a la falta del hardware necesario, aunque este problema desaparece al introducirse en consolas de la familia 3DS. 
Antes del lanzamiento de Nintendo DSi, Nintendo animó a los desarrolladores a lanzar exclusivos para la videoconsola como descargables de DSiWare en lugar de tarjetas de juego de venta al público que no funcionaban en las antiguas consolas Nintendo DS.Los cartuchos son compatibles únicamente con las consolas Nintendo DSi y la familia Nintendo 3DS. 

### Soporte de infrarrojos
A pesar de que todas las variantes de la familia Nintendo DS carecen de soporte nativo de infrarrojos, algunos títulos utilizaron este tipo de función de comunicación mediante tarjetas de juego con sus propios transmisores y receptores de infrarrojos. Estas tarjetas de juego son generalmente más brillantes y oscuras que las tarjetas de juego comunes de Nintendo DS, y revelan su translucidez cuando se exponen a la luz. Entre los ejemplos de este tipo de tarjetas de juego se incluyen Personal Trainer: Caminar y Active Health With Carol Vorderman, que se conecta a los podómetros incluidos, Pokémon HeartGold y SoulSilver, que se conectan al accesorio Pokéwalker incluido, y Pokémon Blanco y Negro y Pokémon Negro 2 y Blanco 2, que se conectan a otros juegos. 
Aunque todas las variantes de la familia Nintendo 3DS admiten funciones de infrarrojos nativos, los juegos de Nintendo DS siguen utilizando las propias tarjetas de juego habilitadas para infrarrojos cuando se juega en una consola 3DS, reservando el infrarrojo nativo para el software específico de Nintendo 3DS. 

## Nintendo 3DS

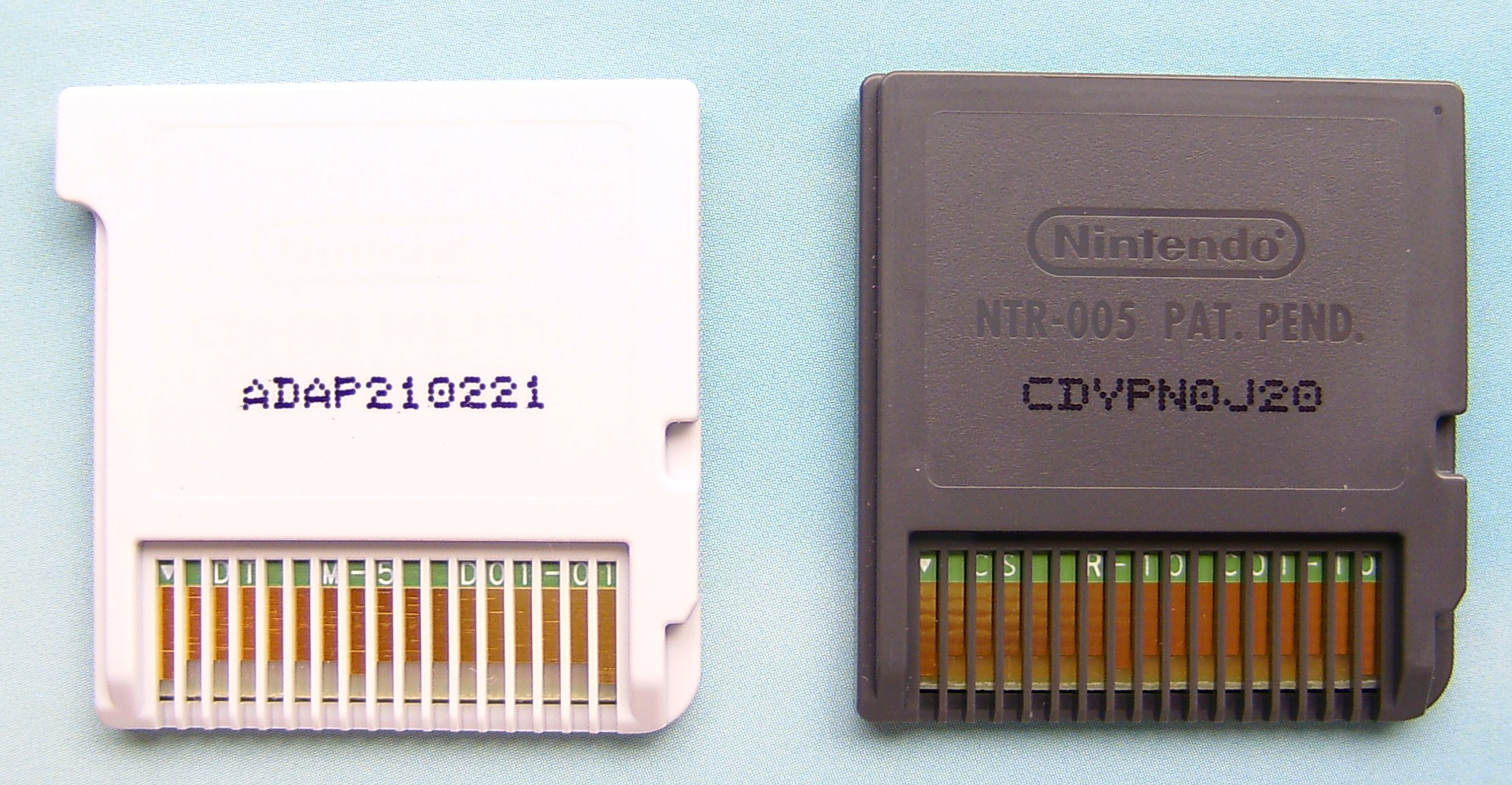
Diferencias físicas entre una Game Card de 3DS (a la izquierda) y una de DS (a la derecha).

Las tarjetas de juego para Nintendo 3DS tienen un tamaño de 1 a 8 gigabytes, con 2 GB de datos del juego en el lanzamiento. Físicamente, son muy similares a las tarjetas de juego de DS, pero son incompatibles y tienen una pequeña pestaña en la esquina superior derecha (vista frontalmente) para evitar que se inserten en una DS.Solamente es compatible con las consolas 3DS / 2DS. 

## Nintendo Switch

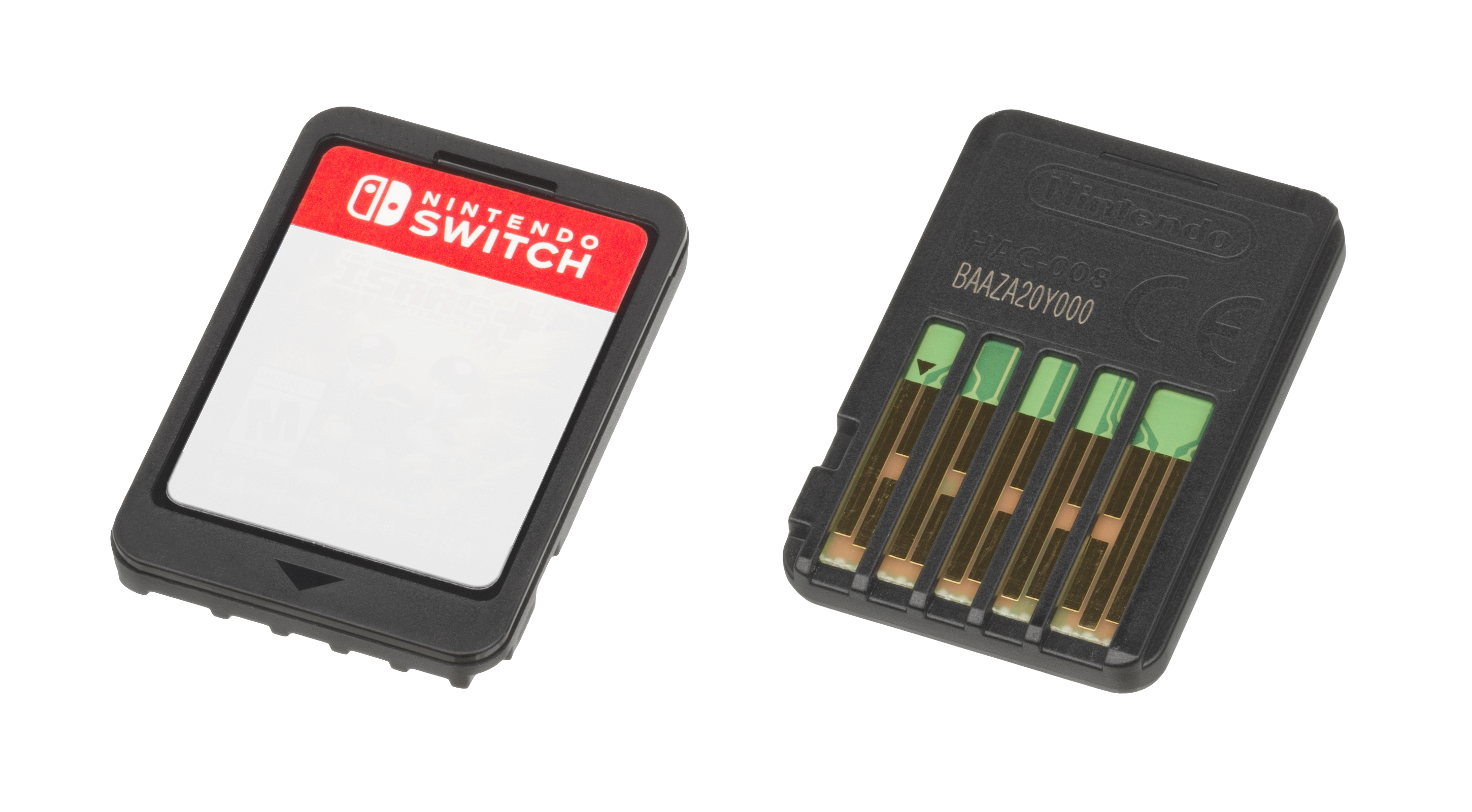
Una tarjeta de juego desde arriba (izquierda) y desde atrás (derecha).

La videoconsola Nintendo Switch utiliza cartuchos que se llaman oficialmente Game Card. Esta generación es más pequeña y tiene una mayor capacidad de almacenamiento que sus versiones anteriores. A pesar de sus similitudes, Nintendo Switch no es compatible con las tarjetas DS ni 3DS. Las tarjetas de juego utilizadas en el Switch están protegidas contra escritura, de forma que los datos de guardado se almacenan en la memoria interna de la consola, a diferencia de las tarjetas de juego de la DS y la 3DS, que sí pueden almacenar y mantener datos de guardado.
Debido a su tamaño, las Game Cards están recubiertas con benzoato de denatonio, una sustancia química no tóxica, que le da un sabor desagradable como precaución de seguridad contra la ingestión accidental por parte de niños pequeños. Los vídeos de los usuarios probando intencionadamente los cartuchos y reaccionando con asco al sabor se convirtieron en un meme antes del lanzamiento de la consola, que se originó a partir de las acciones de Jeff Gerstmann en un webcast de Giant Bomb.
Los cartuchos vienen en una variedad de capacidades: 1 GB, 2 GB, 4 GB, 8 GB, 16 GB y 32 GB. Se planearon introducir cartuchos de 64 GB en la segunda mitad de 2018, pero, debido a circunstancias no especificadas, Nintendo originalmente retrasó el lanzamiento de esta variante hasta 2019, luego se retrasó nuevamente hasta 2020, finalmente, se decartó la idea para estos cartuchos de mayor capacidad. Los cartuchos de 64 GB usarían XtraROM tecnología de Macronix.Son totalmente retro compatibles con la Nintendo Switch 2, aunque todo el contenido del juego puede no ser usable al completo en ella..

## Nintendo Switch 2

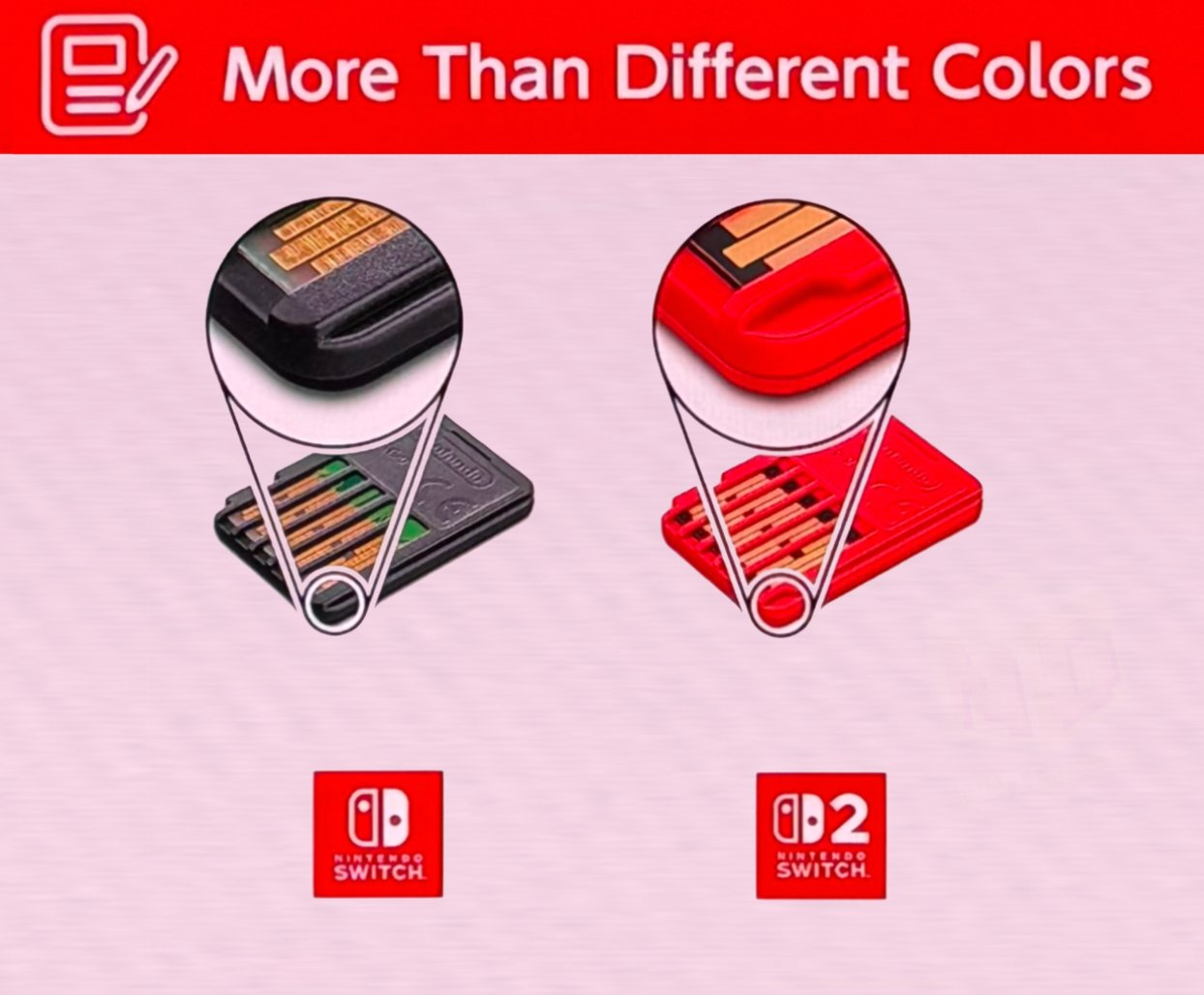
Comparación física entre una Game Card de NS (a la izquierda) y una de NS2 (a la derecha).

Los cartuchos son similares a los de la predecesora, Nintendo Switch. Solamente que estos son de color rojo y cuentan con un borde inferior diferente a los cartuchos anteriores para prevenir que se inserten en la consola anterior. Cuentan con capacidades de 1 GB - 64 GB, y tendrán una velocidad mejorada a comparación de la versión pasada. Según Nintendo, seguirán teniendo un mal sabor para evitar a ingestión por niños y mascotas.

### Tarjeta llave de juego

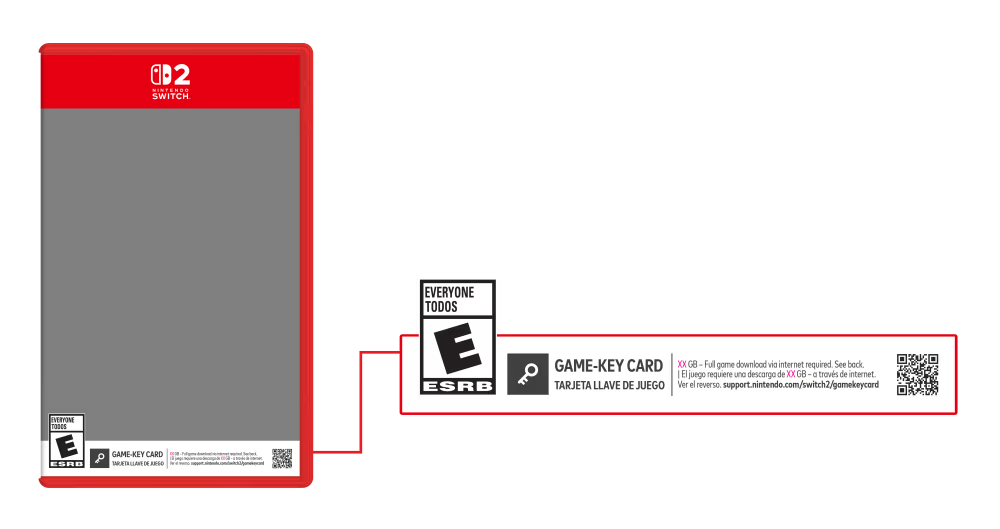
Ejemplo de empaque de una tarjeta llave de juego

Este es un nuevo tipo de cartucho diseñado para juegos mayores a 64 GB, aunque si el desarrollador lo decide puede distribuir el juego en este formato. Esta versión es un cartucho que cuenta con una licencia para poder descargar el juego y poder jugarlo, la información del juego no está en el cartucho. Funciona de la misma manera que uno regular, no podrás jugar el juego sin el cartucho dentro, aunque esté descargado en la consola. Esto sustituiría a los códigos de descarga en empaques.